# Lampegia
Lampegia, död efter 730, var en legendarisk akvitansk hertigdotter. 
Hon var dotter till hertig Odo den Store av Akvitanien. Hon bör åldersmässigt ha varit sin fars utomäktenskapliga dotter. Hon beskrivs som en skönhet. 
Omkring år 730 giftes hon bort med Munuza, som var kalifatets guvernör i Katalonien. Äktenskapet arrangerades som en allians mellan hennes far och Munuza, då fadern ville försvara sin självständighet mot frankerna och Munuza hade ambitioner att bli självständig mot kalifatet. 
Efter bröllopet gjorde hennes make uppror mot kalifatet. Sedan han besegrades efter en belägring av deras fästning Llívia, avrättades han, medan Lampegia skickades som slav till kalifen Hisham ibn Abd al-Maliks harem i Damaskus.